# Nyctibates corrugatus
Nyctibates corrugatus är en groddjursart som beskrevs av George Albert Boulenger 1904. Nyctibates corrugatus ingår i släktet Nyctibates och familjen Arthroleptidae. IUCN kategoriserar arten globalt som livskraftig. Inga underarter finns listade i Catalogue of Life.